# William Oberländer
William Edmund Oberländer (* 1. Februar 1869 in Greiz, Fürstentum Reuß älterer Linie; † 23. März 1946 in Jena) war ein deutscher Jurist und liberaler Politiker (FVP, DDP). Er war während der Novemberrevolution 1918–1919 Leitender Minister des Freistaats Reuß älterer Linie und anschließend einer der beiden Staatsminister des Volksstaats Reuß.

## Leben
Oberländer war der Sohn des fürstlich-reußischen Landbaumeisters Edmund Friedrich Oberländer und dessen Ehefrau Sophie Ottilie geborene Walter. Er war ein Enkel des liberalen sächsischen Politikers Martin Gotthard Oberländer, evangelisch-lutherischer Konfession und blieb unverheiratet.
Oberländer studierte nach dem Besuch des Greizer Gymnasiums ab 1887 Staats- und Rechtswissenschaften in Jena und München. Während seines Studiums wurde er 1889 Mitglied der Burschenschaft Germania Jena. Er legte 1893 das erste und nach dem Referendariat 1897 das zweite juristische Staatsexamen ab. Anschließend war er ab als Rechtsanwalt und Notar in Greiz tätig. Von 1905 bis 1908 war er Mitglied des Greizer Gemeinderates.
Von 1906 bis 1918 war er Abgeordneter und 1918 Landtagspräsident im Landtag des Fürstentums Reuß ältere Linie. Während der Novemberrevolution war Oberländer ab dem 12. November 1918 Vorsitzender der Übergangsregierung des Freistaates Reuß ältere Linie, weitere Regierungsmitglieder waren die Unabhängigen Sozialdemokraten Paul Kiß und Arthur Drechsler. 1919 war Oberländer Mitglied des Deutschen Staatenausschusses und setzte sich dort für eine Vereinigung der thüringischen Kleinstaaten ein. Er gehörte auch dem Landesausschuss für Reuß ältere Linie an. 
Obwohl bei der Landtagswahl am 2. Februar 1919 die linke USPD mit Abstand stärkste Kraft wurde und insgesamt die Sozialdemokraten eine Mehrheit hatten, blieb Oberländer im Amt. Nachdem die beiden reußischen Freistaaten zusammengelegt worden waren, war er von 1919 bis 1920 neben Carl von Brandenstein (aus Reuß jüngere Linie) einer der beiden Staatsminister des Volksstaates Reuß. Während des Kapp-Lüttwitz-Putsches vermittelte Oberländer zwischen den Arbeiterwehren und Einheiten der Reichswehr und wurde zeitweilig als Geisel genommen. Nach der Bildung des Landes Thüringen war er bis 1922 Mitglied der Gebietsregierung Gera-Greiz. Die „Gebiete“ waren Kommunalverbände, die vorübergehend Aufgaben der aufgelösten Kleinstaaten übernahmen.
Ab 1922 war er als Generalstaatsanwalt am Thüringischen Oberlandesgericht in Jena tätig. 1929 ging er in den Ruhestand.

## Ehrungen
An seinem Geburtshaus in der Gerichtsstraße 22 in Greiz wurde eine Gedenktafel angebracht.